# 戈登·H·史密斯
戈登·H·史密斯（英語：Gordon H. Smith；1952年5月25日—），是美国的一位政治人物和商人。在1997年至2009年期間，他是俄勒岡州的聯邦參議員。他的黨籍是共和黨。自2009年開始，他擔任全美廣播事業者聯盟主席。